# Paracriodion romani
Paracriodion romani là một loài bọ cánh cứng trong họ Cerambycidae.